# Onthophagus pimpasaleei
Onthophagus pimpasaleei là một loài bọ cánh cứng trong họ Bọ hung (Scarabaeidae).